# Inger Källgren Sawela
Britt Inger Klockerman, tidigare  Källgren Sawela, folkbokförd Britt Inger Källgren Savela, under en period Bakke, född Pettersson 9 juli 1952 i Gävle, är en svensk moderat politiker. Hon har varit kommunalråd och kommunstyrelsens ordförande i Gävle kommun (till februari 2018) samt är ledamot av Arbetsförmedlingens styrelse och ersättare i förbundsstyrelsen för Sveriges Kommuner och Landsting.